# Chiesa della Madonna della Neve (Alassio)
La chiesa della Madonna della Neve è un luogo di culto cattolico situato nella frazione di Caso nel comune di Alassio, in provincia di Savona.

## Storia e descrizione
L'edificazione della chiesa con dedicazione a Nostra Signora della Neve nella frazione di Caso avvenne nel 1757 ad opera della famiglia dei Boggiano e tale data è incisa sul portale dell'ingresso. Nel 1880 venne acquistata dalla famiglia Ramasso che la utilizzò come cappella privata e solo in seguito divenne chiesa pubblica.
Dopo lavori di restauro eseguiti negli anni settanta del XIX secolo, fu riconsacrata nel 1975 dall'allora parroco di Alassio monsignor De Ferrari.